# Municipio de Ross (condado de Edgar)
El municipio de Ross (en inglés: Ross Township) es un municipio ubicado en el condado de Edgar en el estado estadounidense de Illinois. En el año 2010 tenía una población de 1594 habitantes y una densidad poblacional de 16,83 personas por km².

## Geografía
El municipio de Ross se encuentra ubicado en las coordenadas 39°50′12″N 87°42′35″O / 39.83667, -87.70972. Según la Oficina del Censo de los Estados Unidos, el municipio tiene una superficie total de 94.7 km², de la cual 94,7 km² corresponden a tierra firme y (0 %) 0 km² es agua.

## Demografía
Según el censo de 2010, había 1594 personas residiendo en el municipio de Ross. La densidad de población era de 16,83 hab./km². De los 1594 habitantes, el municipio de Ross estaba compuesto por el 98,81 % blancos, el 0,19 % eran afroamericanos, el 0,06 % eran amerindios, el 0,38 % eran asiáticos, el 0,13 % eran de otras razas y el 0,44 % eran de una mezcla de razas. Del total de la población el 0,44 % eran hispanos o latinos de cualquier raza.